# Nathan Evans (Sänger)
Nathan Alexander Evans (* 19. Dezember 1994 in Bellshill, North Lanarkshire, Schottland) ist ein schottischer Folksänger. Mit seiner Version des Songs Soon May the Wellerman Come löste er im Dezember 2020 bei der Internetplattform TikTok einen Shanty-Hype aus und hatte damit anschließend einen internationalen Charthit.

## Karriere
Nathan Evans war von Beruf Postbote in Airdrie in Schottland. Er hatte bei TikTok schon einige Folk- und Popsongs online gestellt, bevor er im Juli 2020 auf Seemannslieder aufmerksam gemacht wurde, wie sie zum Beispiel die Fisherman’s Friends in den Jahren zuvor populär gemacht hatten. Daraufhin nahm er Shantys wie Leave Her, Johnny und Drunken Sailor auf. Schließlich stieß er auf den Wellerman-Song, den zwei Jahre zuvor die A-cappella-Gruppe The Longest Johns ins Internet gebracht hatte. Direkt nach Weihnachten stellte Evans seine Version online und erreichte innerhalb einer Woche 8 Millionen Aufrufe.
Weil sich während der COVID-19-Pandemie im Jahr 2020 Musiker nicht mehr persönlich treffen konnten, entwickelte sich die Technik, sich online zusammenzuschalten und parallel zu musizieren. Auch TikTok hatte eine Funktion, zu einem vorhandenen Post parallel eine eigene Aufnahme mit Splitscreen hinzuzufügen. Zahlreiche User nutzten diese Möglichkeit, sie vereinigten sich zu einem Chor oder veröffentlichten eigene Versionen von diesem oder anderen Shantys, darunter Andrew Lloyd Webber, Jimmy Fallon und Elon Musk. Der Bereich bei TikTok mit diesen Posts wurde als ShantyTok bekannt.
Evans selbst bekam zahllose Anfragen und ein Angebot für einen Plattenvertrag vom Label Polydor. Er gab seinen Beruf als Postbote auf und nahm Wellerman neu auf. Ende Januar 2021 veröffentlichte er sein Original und einen EDM-Remix von 220 Kid & Billen Ted. Er erreichte nicht nur in Großbritannien Rang eins, sondern unter anderem auch in den Niederlanden und in Norwegen. In Deutschland, Österreich und der Schweiz stand er 10 oder mehr Wochen an der Chartspitze.

## Diskografie

### Studioalben
- 2022: Wellerman – The Album
- 2024: 1994

### Singles
- 2020: You
- 2020: Throw It Away
- 2021: Wellerman
- 2021: Told You So
- 2021: Ring Ding (A Scotsman’s Story)
- 2021: Merry Christmas Everyone
- 2022: The Last Shanty
- 2022: Guestlist +1 (HBz feat. Nathan Evans)
- 2022: Santiano (Santiano feat. Nathan Evans)
- 2022: Drunken Sailor
- 2022: The Banks of Sacramento
- 2023: Catch You When You Fall
- 2023: Days of Our Lives
- 2023: Driving to Nowhere
- 2024: Heather on the Hill

## Auszeichnungen für Musikverkäufe
| Goldene Schallplatte - Belgien - 2021: für die Single Wellerman - Italien - 2022: für die Single Wellerman - Spanien - 2024: für die Single Wellerman - Vereinigte Staaten - 2021: für die Single Wellerman Platin-Schallplatte - Dänemark - 2022: für die Single Wellerman 2× Platin-Schallplatte - Australien - 2024: für die Single Wellerman - Brasilien - 2024: für die Single Wellerman | 3× Platin-Schallplatte - Polen - 2024: für die Single Wellerman - Schweden - 2024: für die Single Wellerman 4× Platin-Schallplatte - Kanada - 2024: für die Single Wellerman Diamantene Schallplatte - Frankreich - 2023: für die Single Wellerman |

Anmerkung: Auszeichnungen in Ländern aus den Charttabellen bzw. Chartboxen sind in ebendiesen zu finden.
| Land/RegionAuszeichnungen für Musikverkäufe (Land/Region, Auszeichnungen, Verkäufe, Quellen) | Silber  | Gold     | Platin       | Diamant     | Verkäufe  | Quellen              |
| -------------------------------------------------------------------------------------------- | ------- | -------- | ------------ | ----------- | --------- | -------------------- |
| Australien (ARIA)                                                                            | —       | —        | 2× Platin2   | —           | 140.000   | aria.com.au          |
| Belgien (BRMA)                                                                               | —       | Gold1    | —            | —           | 20.000    | ultratop.be          |
| Brasilien (PMB)                                                                              | —       | —        | 2× Platin2   | —           | 80.000    | pro-musicabr.org.br  |
| Dänemark (IFPI)                                                                              | —       | —        | Platin1      | —           | 90.000    | ifpi.dk              |
| Deutschland (BVMI)                                                                           | —       | —        | —            | Diamant1    | 1.000.000 | musikindustrie.de    |
| Frankreich (SNEP)                                                                            | —       | —        | —            | Diamant1    | 333.333   | snepmusique.com      |
| Italien (FIMI)                                                                               | —       | Gold1    | —            | —           | 50.000    | fimi.it              |
| Kanada (MC)                                                                                  | —       | —        | 4× Platin4   | —           | 320.000   | musiccanada.com      |
| Österreich (IFPI)                                                                            | —       | —        | 3× Platin3   | —           | 90.000    | ifpi.at              |
| Polen (ZPAV)                                                                                 | —       | —        | 3× Platin3   | —           | 150.000   | olis.pl              |
| Schweden (IFPI)                                                                              | —       | —        | 3× Platin3   | —           | 360.000   | sverigetopplistan.se |
| Schweiz (IFPI)                                                                               | —       | Gold1    | —            | —           | 10.000    | hitparade.ch         |
| Spanien (Promusicae)                                                                         | —       | Gold1    | —            | —           | 30.000    | elportaldemusica.es  |
| Vereinigte Staaten (RIAA)                                                                    | —       | Gold1    | —            | —           | 500.000   | riaa.com             |
| Vereinigtes Königreich (BPI)                                                                 | Silber1 | —        | 2× Platin2   | —           | 1.400.000 | bpi.co.uk            |
| Insgesamt                                                                                    | Silber1 | 5× Gold5 | 20× Platin20 | 2× Diamant2 |           |                      |